# Symbian
Symbian er et operativsystem til for mobile enheder som PDA'er og mobiltelefoner.
Symbian Ltd. blev dannet den 24. juni 1998, som et samarbejde mellem Ericsson, Nokia, Motorola og Psion for at skabe en platform for PDA'er og mobiletelefoner. Symbian var tidligere ejet af Nokia (56.3%), Ericsson (15.6%), Sony Ericsson (13.1%), Panasonic (10.5%) og Samsung (4.5%). Ti år senere, den 24. juni 2008, annoncerede Nokia, at de vil overtage alle aktieandele, som de ikke selv ejer. Overtagelsen kostede Nokia 410 millioner USD.Overtagelsen skete i Nokias bestræbelser på at etablere en samlet open softwareplatform til mobiltelefoner. Denne platform blev samlet i en nyetableret nonprofitorganisation med navnet Symbian Foundation.